# 銀河の森天文台
銀河の森天文台（ぎんがのもりてんもんだい）は、北海道足寄郡陸別町にある公開天文台である。正式名称は「りくべつ宇宙地球科学館」である。

## 概要
陸別町が環境庁(現:環境省)より昭和62年度に「星空の街」に選定され、平成9年度には「星空にやさしい街10選」に認定された。それがきっかけに天文台が設置されることとなった。
1階展示室では宇宙の体験学習ができ、2階は大型望遠鏡ドーム、小型望遠鏡観測室、大勢の人が星空を楽しめる屋上広場がある。また、2階総合観測室には名古屋大学宇宙地球環境研究所の「陸別観測所」と国立環境研究所の「陸別成層圏総合観測室」が併設されている。

## 施設利用案内

### 開館時間[2]
4月～9月　14:00～22:30
10月～3月　13:00～21:30

### 休館日[2]
- 月曜日・火曜日
- 5月第3週月曜日～第4週金曜日(望遠鏡メンテナンスのため休館)
- 12月28日～翌年1月3日まで
- ただし5月3～5日、8月14～16日は、月曜日・火曜日でも特別開館します

### 入館料[2]
大人	500円、小人(小学生・中学生)	300円

## 観測機器
- 115cm反射望遠鏡（愛称：「りくり」）
- 4連太陽望遠鏡
- 30cm反射望遠鏡3基
- 25cm反射望遠鏡
- 15cm屈折望遠鏡
- 15cm大型双眼鏡